# When I'm Sixty-Four
〈When I'm Sixty-Four〉는 비틀즈의 곡으로 폴 매카트니(레논-매카트니에 작곡)가 작곡하고 1967년에 그들의 음반 《Sgt. Pepper's Lonely Hearts Club Band》에 발매했다.

## 발표
이 곡은 〈Strawberry Fields Forever〉나 〈Penny Lane〉의 B 사이드로 싱글곡에 거의 발매되었다. 대신 이 곡은 《페퍼상사》의 음반 곡으로 포함되기 위해 보류되었다.

## 참여 인원
명시된 경우를 제외하고 이언 맥도날드 당 인원
- 폴 매카트니 – 리드와 백킹 보컬, 베이스 기타, 피아노
- 존 레논 – 백킹 보컬, 리드 기타
- 조지 해리슨 – 백킹 보컬, 기타
- 링고 스타 – 드럼, 튜블러 벨
- 로버트 번스, 헨리 맥켄지, 프랭크 레이디 – 클라리넷 2개, 베이스 클라리넷[7]